# Tribolonotus gracilis
Tribolonotus gracilis, també conegut com a pell de cocodril d'ulls vermells o cocodril escíncid d'ulls vermells, és una espècie de sauròpsid (rèptil) de la família dels escíncids endèmic de Nova Guinea, on viu en un hàbitat de selva tropical. De vegades es manté com a mascota exòtica.
Va ser descrit per primera vegada per Nelly de Rooij el 1909.

## Hàbitat
Aquesta espècie és endèmica de Nova Guinea. Es troba a Papua Nova Guinea i a Indonèsia (a Nova Guinea Occidental). La seva presència a l'illa de Manus és un error. Podem suposar que la seva distribució està a punt d'evolucionar atès que aquesta regió del globus encara no s'ha explorat completament.

## Etimologia
El seu nom d'espècie, del llatí gracilis, «prim», se li va donar en referència a la seva morfologia.

## Comportament
Tribolonotus gracilis és una de les poques espècies d'escíncids que fan soroll quan estan en perill. Quan s'espanten, tendeixen a «congelar-se» i s'ha sabut que «es fan els morts» fins i tot quan els manipulen.
Tenen la capacitat de grimpar arbres però se'ls troba normalment al terra de la selva abundant en fulles en estat de descomposició.

## Reproducció
El sexe del pell de cocodril d'ulls vermells es pot identificar pels coixinets blancs, o «porus», de les seves potes posteriors. Només els mascles tenen aquests «porus». Les femelles només tenen un únic ovari de treball (ovari dret), ponent un ou a la vegada. La femella sovint s'enrosca al voltant de l'ou i el defensarà de manera agressiva quan percep que s'acosta una amenaça.

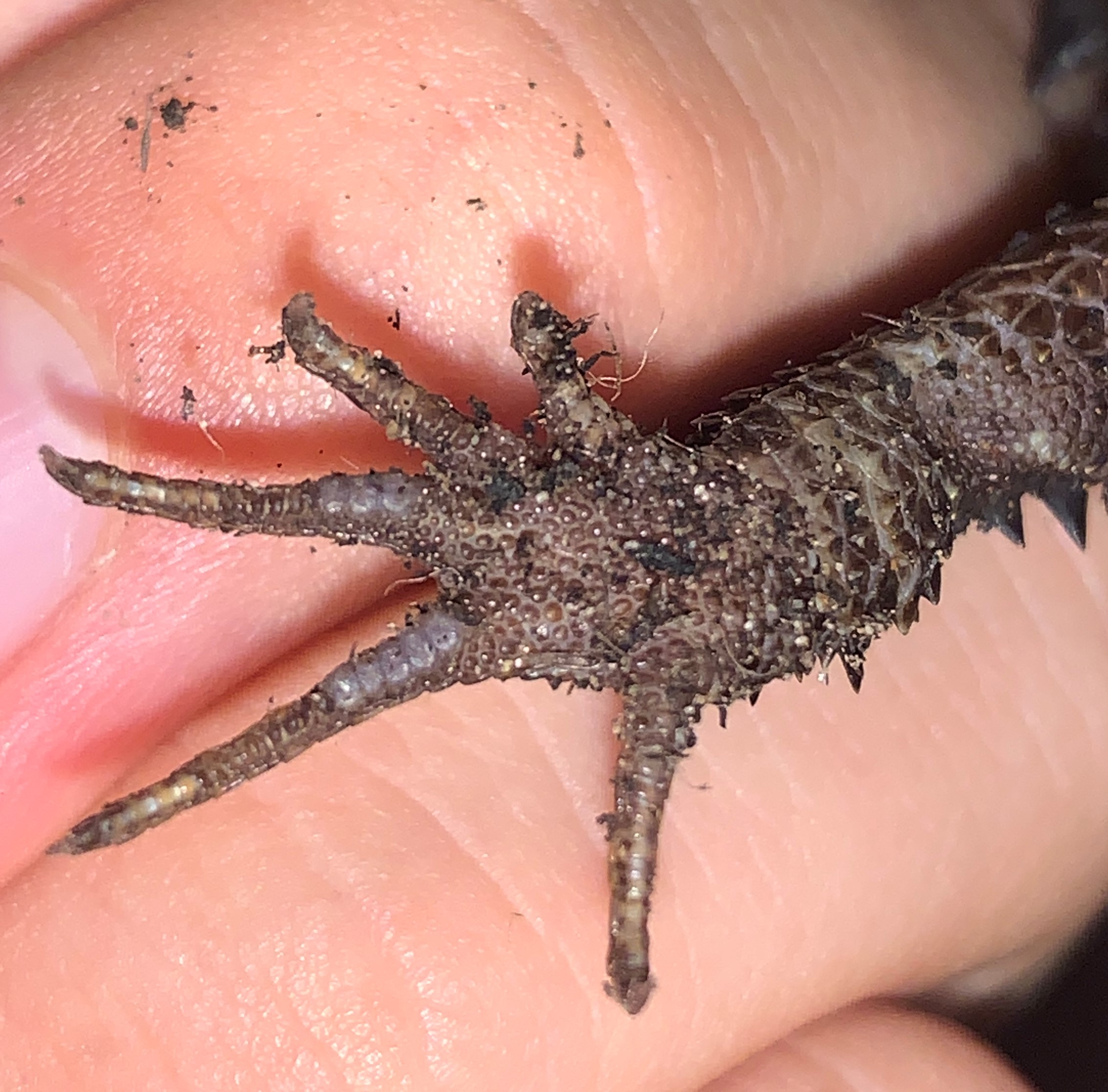
T. gracilis mascle, «porus» podals al tercer i quart dits de la pota posterior dreta

Els cocodrils mascles lluitaran contra altres mascles.

## Captivitat
Els pell de cocodril d'ulls vermells estan disponibles al comerç d'animals de companyia, però la majoria són capturats en estat salvatge en lloc de criats en captivitat. El maneig és normalment molt estressant per a aquesta espècie.

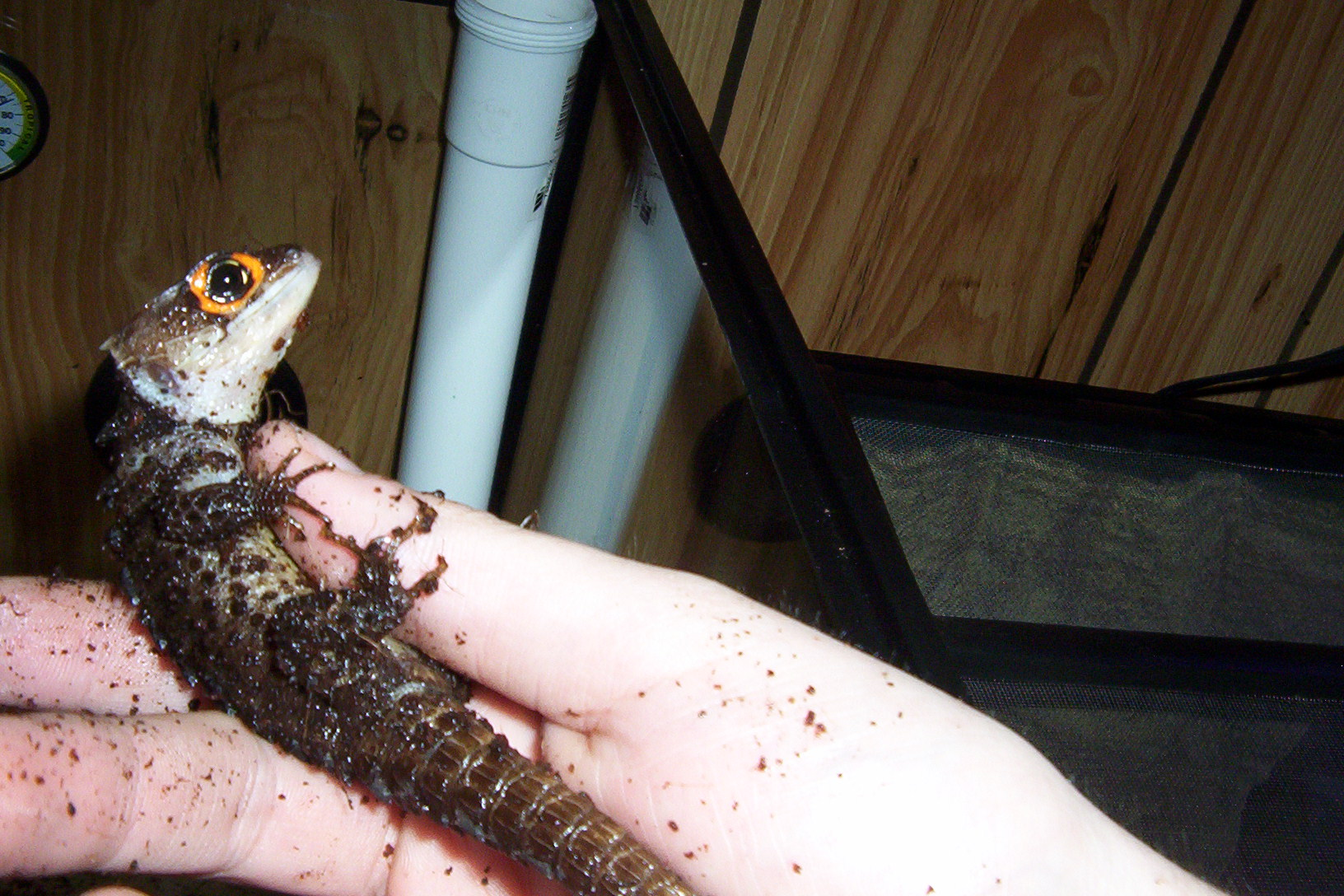
Exemplar de Tribolonotus gracilis

Per al captiveri és necessari un terrari que suporti l'alta humitat què aquesta espècie necessita. La seva alimentació és variada, la qual inclou mosques de la fruita, cucs de la farina i grills petits. Així com altres rèptils en captivitat, necessita calci suplementari juntament amb el seu menjar habitual.